# Return語句
在程序设计中，return语句又稱返回語句，是指計算機退出当前正在執行的子程序，并回到調用該子程序的代码處並繼續執行後續的語句。许多編程语言中的函数通過返回語句將返回值传给调用该函数的源代码。